# كأس السوبر الإيطالي 1993
كأس السوبر الإيطالي 1993 (بالإيطالية: Supercoppa italiana 1993) مباراة جمعت بين ناديي ميلان بطل الدوري الإيطالي 1992-93 ضد تورينو بطل كأس إيطاليا 1992-93، وفاز فيه ميلان